# Groupe fortifié Driant
Pour les articles homonymes, voir Driant.
La Feste Kronprinz, rebaptisée groupe fortifié Driant en 1919, est un fort de la seconde ceinture fortifiée de Metz, en Moselle. La Feste Kronprinz est l’un des groupes fortifiés les plus vastes parmi les forts messins. Situé à l’arrière des lignes pendant la Première Guerre mondiale, il subit les assauts des troupes alliées à la fin de la Seconde Guerre mondiale. Le groupe fortifié Driant fut l’un des derniers forts à se rendre, à la fin de la bataille de Metz.

## Contexte historique
Pendant l’Annexion, Metz, dont la garnison allemande oscille entre 15 000 et 20 000 hommes au début de la période et dépasse 25 000 hommes avant la Première Guerre mondiale, devient progressivement la première place forte du Reich allemand. 
La Feste Kronprinz complète la Seconde ceinture fortifiée de Metz composée des Festen Wagner (1904-1912), Kronprinz (1899-1905), Leipzig (1907-1912), Kaiserin (1899-1905), Lothringen (1899-1905), Freiherr von der Goltz (1907-1916), Haeseler (1899-1905), Prinz Regent Luitpold (1907-1914) et Infanterie-Werk Belle-Croix (1908-1914). 
Le Groupe fortifié Kronprinz devait contrôler la vallée de la Moselle, donc l’axe de communication routier et ferroviaire entre Metz et Nancy, et la vallée de la Mance. Il faisait partie d’un programme de fortifications plus vaste, appelé « Moselstellung », et englobant des forteresses disséminées entre Thionville et Metz, dans la vallée de la Moselle. L’objectif de l’Allemagne était de se protéger contre une attaque française visant à reprendre l'Alsace et la Moselle à l’Empire allemand.

## Conception d'ensemble
Le système de fortification fut conçu pour s’adapter aux progrès grandissants de l’artillerie depuis la fin du XIXe siècle. Basé sur de nouveaux concepts défensifs, tels que la dispersion et la dissimulation, le groupe fortifié devait constituer, en cas d’attaque, un barrage infranchissable pour les forces françaises. Le périmètre de protection du groupe fortifié est assuré par un ensemble de positions d’infanterie, de casernes fortifiées et de batteries d’artillerie, réparties sur une vaste superficie (134 hectares) et dissimulées par la topographie naturelle. 
À partir de 1899, le plan Schlieffen de l’état-major allemand conçut les fortifications de la Moselstellung, entre Metz et Thionville, comme un verrou destiné à bloquer l’avance éventuelle des troupes françaises en cas de conflit. Ce concept de ligne fortifiée sur la Moselle constituait une innovation significative par rapport au système Séré de Rivières développé par les Français. Il inspira plus tard les ingénieurs de la ligne Maginot.

## Construction et aménagements
La Feste Kronprinz a été construite entre 1899 et 1905 dans le secteur sud des fortifications de Metz. Baptisé « Kronprinz » en l'honneur du prince impérial Guillaume de Prusse, il est inauguré le 19 mai 1913, par l'empereur Guillaume II en personne. Les ouvrages du groupe fortifié se répartissent sur 142 hectares, le site ayant une superficie totale de 223 hectares. Le fort pouvait abriter une garnison de 1 810 hommes. 
L’ouvrage central, un bâtiment trapézoïdal de 200 mètres de base, abritait un générateur électrique, une infirmerie, des équipements sanitaires et différentes pièces annexes, dont le poste de commandement. Un parapet d’infanterie, avec abris de combat, protégeait les accès au nord. Alignées sur un axe nord-ouest—sud-est, cinq batteries, dont deux équipés d’obusiers de 150 mm, d’une portée de 10 km, et trois de canons de casernement de 100 mm, d’une portée de 7 km, assuraient la défense au sud-ouest de Metz. Ses tirs pouvaient se croiser avec ceux du groupe fortifié Verdun, construit en vis-à-vis sur la rive est de la Moselle. La cinquième batterie, ou « batterie de la Moselle », située à l’extérieur du périmètre protégé, flanquait le flanc sud du site. 
Cinq casernes fortifiées, reliées par des souterrains aux différentes batteries, abritaient les troupes. Les soldats dormaient dans des dortoirs chauffés. Chaque caserne disposait de sanitaires et de l'eau courante. Cinq blockhaus en béton édifiés sur des points critiques complétaient ce dispositif. L’ouvrage disposait de seize coupoles d’observation et de 29 postes de guet. L’ensemble des positions du fort était relié par 1 500 m de galeries souterraines. 
Pour son énergie, le groupe fortifié disposait de cinq moteurs diesel de 35 ch chacun. Un réseau de fils de fer barbelés, protégé par des mitrailleuses lourdes, ceinturait chaque point défensif. Chaque caserne était protégée par une enveloppe de terre à l’arrière, comme c’était déjà le cas à Plappeville ou à Queuleu, mais aussi et surtout par du béton armé, en façade et sur le dessus. Les ouvertures, portes, fenêtres et conduits de ventilation, étaient dotées de lourds panneaux de métal, pouvant être verrouillés. Dans les années 1930, tous ces ouvrages furent adaptés aux nouvelles exigences et réarmés par les Français.

## Affectations successives
À partir de 1890, la relève dans les forts est assurée par les troupes du XVIe Corps d’Armée stationnées à Metz et à Thionville. Durant la Première Guerre mondiale, le fort sert de relais pour les soldats allemands montant au front, notamment à Saint-Mihiel et Verdun. Ses équipements sont alors à la pointe de la technique militaire. 
En mars 1919, le fort est occupé par l’armée française. Les groupes fortifiés du secteur restent actifs et s’intègrent dans le dispositif de fortification français de la Ligne Maginot, non sans avoir été soigneusement étudiés par les ingénieurs français. C'est d'ailleurs au groupe fortifié Driant que furent tournées des images cinématographiques destinées à montrer aux Français ce qu'était la Ligne Maginot.
Après le départ des troupes françaises en juin 1940, l’armée allemande réinvestit les lieux. Après 1945, le fort deviendra le polygone de destruction des engins et munitions trouvés en Moselle. Toujours terrain militaire, son accès est encore formellement interdit. Afin de préserver et faire connaître ce patrimoine militaire, l’amicale du fort Driant présidée par Mr Noel Jacques souhaite néanmoins le rendre accessible au public.

## Seconde Guerre mondiale
Au cours de la bataille de Metz, le groupe fortifié Driant montrera tout son potentiel militaire et ses réelles qualités défensives. Sous-estimant les forces allemandes du secteur et la puissance de feu des forts de Metz, l’armée américaine tente d’établir une tête de pont sur la rive est de la Moselle, à hauteur de Dornot, au sud de Metz. Or le groupe fortifié Driant et le groupe fortifié Verdun dominent la vallée de la Moselle à cet endroit et peuvent couvrir de leurs tirs l’ensemble du secteur. En outre, les troupes de la 462e Infanterie-Division et en particulier les aspirants de l’école d’officiers de Metz connaissent bien le terrain. Les combats autour du groupe fortifié Driant se dérouleront du 7 septembre 1944 au 11 décembre 1944 dans des conditions extrêmes.
Entre septembre et décembre 1944, le fort Driant, qui pouvait contenir une garnison de 2 000 hommes, accueillit successivement le 208e et le 698e Grenadier-Ersatz-Bataillone, le 1419e Festungs-Infanterie-Bataillon, le 179e Aufklärungs-Abteilung, le 938e Küsten-Artillerie-Regiment, des éléments de la 19e Volks-Grenadier-Division, et au moins huit compagnies de Fahnenjunkern de l’école d’officiers de Metz. Ces troupes se relevèrent régulièrement entre septembre et novembre 1944. Dès le début de septembre, de nombreuses mines antichars et antipersonnel furent posées autour du groupe fortifié. Certains éléments des troupes qui constitueront la future 462e Volksgrenadier division, et les élèves officiers de la « Fahnenjunkerschule VI » de Metz, connaissaient bien le terrain pour l’avoir utilisé comme terrain de manœuvre. Cette connaissance du terrain facilitera les contre-attaques sur le secteur. Les troupes du groupe fortifié Driant organisaient en effet régulièrement des contre-attaques nocturnes, en direction du sud, harcelant de leurs tirs précis les troupes américaines, retranchées d'abord à Ancy-sur-Moselle, puis à Dornot. Ancy changera ainsi plusieurs fois de mains entre le 7 et le 12 septembre 1944, avant de former avec Rongueville, un No man's land séparant les lignes ennemies.

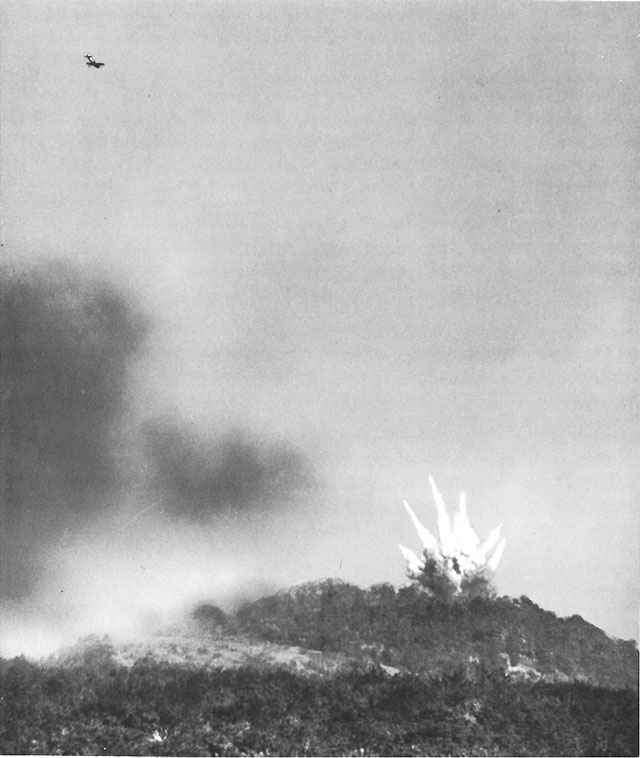
Bombardement du fort Driant par des P-47s du 19e Tactical Air Command, le 27 septembre 1944.

Pour sécuriser le secteur et contenir les troupes allemandes dans les forts de la ligne fortifiée West-Metz von Gallwitz, une opération militaire est montée dans les jours suivants par l’État-major américain. L’« opération Thunderbolt », coordonnant une attaque combinée au sol et dans les airs, est planifiée le 17 septembre 1944. Grâce aux plans du groupe fortifié et aux conseils d’un officier français, une maquette du groupe fortifié Driant est réalisée pour préparer l’opération. Le 26 septembre 1944, les chasseurs bombardiers du 19e Tactical Air Force effectuent un raid aérien sur les forts de Metz, larguant des bombes au napalm de 500 kg. Mais les fortifications bétonnées et enterrées résistent bien à cette attaque aérienne surprise. Le lendemain, 27 septembre 1944, les obusiers de 240 mm du 19e Field Artillery Batallion préparent le terrain à deux compagnies d’assaut du 11e Infantry Regiment de la 5e division d’infanterie américaine, régiment dont les effectifs avaient été renouvelés depuis l’échec de l’attaque de Dornot. Face à des troupes allemandes exploitant au mieux le terrain et les fortifications, les troupes américaines n’arrivent pas à franchir les réseaux de fils de fer barbelés du groupe fortifié et se replient piteusement en fin de journée. Avant le 30 septembre 1944, deux nouveaux raids aériens se montreront inefficaces pour déloger les soldats allemands, qui se terrent pendant les raids, et retrouvent leurs postes de combat aussitôt après.
Le 3 octobre 1944, les troupes américaines arrivent à prendre l’un des cinq casernements du groupe fortifié. Les combats se poursuivent maintenant en surface et dans les tunnels de communication reliant les bunkers les uns aux autres. Grâce aux observatoires cuirassés, les tirs de mortiers et de mitrailleuses lourdes pouvaient être précis, tant à l’extérieur du fort qu’à l’intérieur du périmètre fortifié. Les américains l’apprendront très vite à leurs dépens. Quatre des chars engagés par le 735e Tank Battalion sont déjà hors de combat le premier jour. Cinq autres chars seront touchés par des Panzerfaust, dans la nuit du 3 au 4 octobre 1944. Le jour suivant, les troupes américaines sont immobilisées en surface, incapables de prendre de nouveaux bunkers. Le 6 octobre 1944, les troupes du 11e Infantry regiment sont relevées par la Task Force Warnock, composée d’unités des 2e et 10e Infantry regiment, soutenues par le 735e Tank Battalion et le 7e génie. Face à ces troupes fraîches et bien armées, les soldats allemands, encadrés par des Junkern à la discipline de fer, tiennent tant bien que mal leurs positions. Une contre-attaque de fusiliers de la 19e Grenadier Division, appuyés par deux chars type Jagdpanzer IV, est contrée au nord du site.  
Croyant pouvoir bénéficier de leur supériorité matérielle, les troupes américaines lancent une nouvelle attaque le 7 octobre 1944. Les combats sont acharnés, les soldats allemands se défendant pied à pied, avec l’énergie du désespoir. Dans un dernier effort, ils repoussent l’attaque américaine en surface et font des prisonniers, piégés dans les souterrains. Le 8 octobre 1944, une galerie menant à la batterie sud est volontairement obstruée par une charge explosive allemande. Une vingtaine de soldats américains périssent dans le couloir souterrain y menant. Devant ce nouvel échec cuisant, le général Gay décide d’abandonner l’offensive. Après la perte de 21 officiers et de 485 hommes, les troupes américaines se replient dans la nuit du 12 au 13 octobre 1944. Voulant piéger les défenseurs allemands, et venger leurs camarades tombés au cours des derniers combats, le génie américain fait sauter pas moins de 3 000 kg d’explosif dans les tunnels et les bunkers tombés en leurs mains, avant de se retirer. La garnison allemande, fortement ébranlée par les déflagrations et asphyxiée par les gaz toxiques, s’attend maintenant à une attaque massive imminente.
Le 17 octobre, les soldats tenant encore la « batterie Moselle », isolée au sud-est du fort et touchée lors des raids aériens, reçoivent donc l’ordre de se replier dans la partie centrale du groupe fortifié. Le 20 octobre 1944, la 5e Infantry Division est remplacée par la 95e Infantry Division. Pendant un long mois, les soldats assiégés garderont encore leurs positions, avec discipline et résignation, attendant cette ultime attaque américaine, attaque qui ne viendra pas, les Américains ayant finalement renoncé à prendre d’assaut les forts situés à l’ouest de Metz. Le général Patton, digérant mal cet échec, réclamait pourtant chaque jour au Bomber Command des raids aériens sur le fort, pour « paver l’enfer de ces sales bâtards d’Allemands ». Le temps en décida autrement.
L’opération « Vengeance » vit finalement le jour peu de temps avant la chute de Metz. Prélude à l’offensive sur la cité messine, l'Air Force envoya en effet le 9 novembre 1944, pas moins de 1 299 bombardiers lourds B-17 et B-24 déverser 3 753 tonnes de bombes, de 1 000 à 2 000 livres, sur les ouvrages fortifiés et les points stratégiques situés dans la zone de combat de la IIIe armée. La plupart des bombardiers ayant largué leurs bombes sans visibilité, à plus de 20 000 pieds, les objectifs militaires furent souvent manqués. A Metz, les 689 chargements de bombes, destinés à frapper le groupe fortifié Driant et six autres forts désignés comme des cibles prioritaires, ne firent que des dégâts collatéraux, prouvant une fois de plus l’inadéquation des bombardements massifs sur des objectifs militaires.
À l’aube du 14 novembre 1944, les obusiers de 105 mm du 359e Field Artillery Battalion ouvrent le feu sur le secteur situé de part et d’autre du groupe fortifié Jeanne-d’Arc, entre le fort François-de-Guise et le fort Driant, afin d’ouvrir la voie au 379e Infantry regiment dont l’objectif est d’atteindre la Moselle. L’attaque se concentre sur le fort Jeanne-d’Arc, qui finit par être encerclé par les troupes américaines. Après deux contre-attaques meurtrières, les hommes du Major Voss, appartenant à la 462e Volksgrenadier division, se replient bientôt sur le groupe fortifié. Ils n’en sortiront plus. Pour le commandant du fort Jeanne-d’Arc, le constat est amer : les pertes sont lourdes et n’ont pas empêché les Américains d’atteindre la Moselle. Pendant ce temps, au sud du fort Jeanne-d’Arc, le 1er bataillon du 379e Infantry regiment attaque les ouvrages de Jussy-Nord, Jussy-Sud et Saint-Hubert. Défendus chacun par une poignée de soldats du 462e Volks-Grenadier-Division, ces positions d'infanterie secondaires sont prises vers 14 h. Deux heures plus tard, le 1er bataillon réussit à prendre l’Ouvrage d’infanterie de Bois-la-Dame, tenu par une section allemande, malgré une contre-attaque vigoureuse et des tirs soutenus venant du fort Driant. Au soir du 14 novembre 1944, les ouvrages d’infanterie des « Seven Dwarfs », appelés ainsi pour les distinguer des grands groupes fortifiés, étaient aux mains des soldats américains.
Alors que la cité messine est sur le point de tomber aux mains des Alliés, le colonel Richter prend le commandement du groupe fortifié Driant, le 17 novembre 1944. Les liaisons, qui se faisaient par porteur avec le poste de commandement de Metz, sont maintenant définitivement coupées. Les forts, encerclés par 9 000 G.I., ne communiquent plus. Enfermés dans leurs bunkers, les soldats ne peuvent plus compter que sur eux-mêmes. Le 23 novembre 1944, le 2e Infantry Regiment remplace les unités de la 95e Infantry Division. Début décembre, voulant rompre l’encerclement des troupes américaines, le colonel Richter projette, dans un sursaut d’orgueil, une dernière sortie. Il y renonce rapidement devant le manque de combativité de ses hommes, harassés et nerveusement éprouvés par ces 70 jours de combat. Alors que les forts du Saint-Quentin et de Plappeville viennent de se rendre, le colonel Richter accepte finalement de se rendre, avec les honneurs, au colonel Roffe du 2e Infantry Regiment, le 8 décembre 1944. Par un des hasards de la guerre, le groupe fortifié Driant a capitulé devant une unité de la 5e division d’infanterie américaine, quinze minutes avant que celle-ci ne soit relevée. Après trois mois de siège, pas moins de 611 rescapés allemands, officiers, sous-officiers et hommes de troupe, sortiront du groupe fortifié Driant, amaigris et hagards, mais fiers d’avoir rempli leur mission, pour partir directement en captivité vers Cherbourg (Cherbourg-en-Cotentin depuis 2016).
Le fort Jeanne-d’Arc fut le dernier des forts de Metz à se rendre. La résistance ennemie, déterminée, les intempéries et les inondations, inopportunes, ainsi qu’une tendance générale à mésestimer la puissance des fortifications de Metz, ont contribué à ralentir l’offensive américaine, en donnant l’occasion à l’armée allemande de se retirer en bon ordre vers la Sarre. L’objectif de l’État-major allemand, qui était de gagner du temps en fixant le plus longtemps possible les troupes américaines en avant de la ligne Siegfried, sera donc largement atteint.